# 官渡街道 (昆明市)
官渡街道是中国云南省昆明市官渡区下辖的一个街道，位于昆明市东南郊，滇池北岸，辖区面积18平方公里，总人口43999人。辖区内古迹众多，交通便利，旅游资源丰富。

## 历史
官渡是滇文化的发祥地之一，古称“蜗洞”，原系滇池东岸一片突起的小丘，3500年前就有人类在此活动聚居。南诏凤迦异在此设置渡口，官绅往来不绝，吟诗作赋，陶然忘返，故名官渡。1950年属昆明县第二区。1953年属昆明市第五区。1956年属官渡区。1958年为先锋公社。1984年设先锋办事处。1988年改置官渡镇。2009年设立官渡街道。

## 行政区划
官渡街道下辖以下地区：
官渡社区、西庄社区、宝丰社区、海东社区、龙马社区、中营社区、后所社区、罗衙社区、季官社区、世纪城社区、云秀社区、艺术家园社区和海宏社区。